# 天主教科恰班巴總教區
天主教科恰班巴總教區（拉丁語：Archidioecesis Cochabambensis）是羅馬天主教在玻利維亞的一個教省總教區，下轄兩個教區。成立於1847年6月25日。1975年7月30日升為總教區。
總教區位於科恰班巴省西北部，2006年有教友1,390,300人（佔轄區總人口91.2%）、七十三個堂區、305名司鐸。現任總主教為奧斯卡·奧馬爾·阿帕里西奧-塞斯佩德斯，輔理主教為若望·戈梅斯（Juan Gómez）和嘉祿·亨利·庫里亞爾-埃雷拉，榮休總主教為弟鐸·索拉里-卡佩拉里，榮休輔理主教為類斯·賽恩斯-伊諾霍薩。